# Jim McBride
Jim McBride (New York, 16 settembre 1941) è un regista, sceneggiatore, produttore cinematografico e attore statunitense.

## Filmografia

### Regista

#### Cinema
- David Holzman's Diary - documentario (1967)
- Glen and Randa (1971)
- Nell'eccitante attesa dell'accoppiamento armonico (Hot Times) (1974)
- All'ultimo respiro (Breathless) (1983)
- Big Easy - Brivido seducente (The Big Easy) (1986)
- Great Balls of Fire! - Vampate di fuoco (Great Balls of Fire!) (1989)
- L'uomo sbagliato (The Wrong Man) (1993)
- Scacco matto (Uncovered) (1994)
- The Informant (1997)

#### Televisione
- Ai confini della realtà (The Twilight Zone) – serie TV, episodio 2x01 (1986)
- Blood Ties - Legami di sangue (Blood Ties) – film TV (1991)
- Blue Jeans (The Wonder Years) – serie TV, episodi 3x16-3x22-5x09 (1990-1991)
- Fallen Angels – serie TV, episodio 2x07 (1995)
- Pronto – film TV (1997)
- Fino a mezzanotte (Dead by Midnight) – film TV (1997)
- Meat Loaf: To Hell and Back – film TV (2000)
- Six Feet Under – serie TV, episodio 1x07 (2001)